# Claudio Videla
Claudio Andrés Videla González (* 19. September 1982 in Rancagua) ist ein ehemaliger chilenischer Fußballspieler. Der Stürmer wurde zweimal Torschützenkönig der zweiten chilenischen Liga.

## Karriere
Claudio Videla, Spitzname Videgol, kam 2001 aus der Jugend von CD O’Higgins in die Profimannschaft, die in der Primera División spielte. Nach einer Leihe zu Deportes Iberia 2002 in die Tercera División kam er nach Rancagua zurück und wurde nach dem Abstieg des Klubs in der Primera B zwei Mal Torschützenkönig. Dies führte ihn wieder in die Primera División, wo er für die Santiago Wanderers, danach noch für Universidad de Concepción, CD Cobresal und CD Santiago Morning auflief. In der Primera B spielte der Offensivakteur für die Rangers de Talca, mit denen er als Vizemeister aufstieg, für Deportes Concepción und für Deportes Melipilla. Seine Karriere beendete Videla 2010 wieder bei den Rangers de Talca. 2012 lief er noch einmal in seiner Heimatstadt Rancagua für den CDS Enfoque in der vierten Liga auf.

## Auszeichnungen
- Torschützenkönig der Primera B: 2003, 2004